# H.P.-Heineken-Preis für Biochemie und Biophysik
Der H.P.-Heineken-Preis für Biochemie und Biophysik ist ein seit 1964 alle drei Jahre, seit 1988 alle zwei Jahre von der Königlich-Niederländischen Akademie der Wissenschaften vergebener Wissenschaftspreis für Biochemie und Biophysik.
Der Preis war ab 1984 mit 200.000 fl, ab 1994 mit 250.000 fl dotiert. Seit dem Jahr 2000 erhalten die Preisträger 150.000 US-Dollar als Preisgeld, seit 2014 200.000 US-Dollar. Seit 2010 wird zusätzlich der mit 10.000 Euro dotierte Heineken Young Scientists Award an Nachwuchsforscher vergeben.
Zehn der 29 Preisträger (Stand Oktober 2024) haben später einen Nobelpreis für Physiologie oder Medizin oder einen Nobelpreis für Chemie gewonnen. Ebenfalls von der KNAW wird der A.H.-Heineken-Preis für Medizin verliehen, dessen Träger auch häufig später einen Nobelpreis gewonnen haben.

## Preisträger
- 1964 Erwin Chargaff
- 1967 Jean Brachet
- 1970 Britton Chance
- 1973 Christian de Duve (Nobelpreis für Physiologie oder Medizin 1974)
- 1976 Laurens van Deenen
- 1979 Aaron Klug (Nobelpreis für Chemie 1982)
- 1982 Charles Weissmann
- 1985 Béla Julesz, Werner Reichardt
- 1988 Thomas R. Cech (Nobelpreis für Chemie 1989)
- 1990 Philip Leder
- 1992 Piet Borst
- 1994 Michael Berridge
- 1996 Paul Nurse (Nobelpreis für Physiologie oder Medizin 2001)
- 1998 Anthony Pawson
- 2000 James Rothman (Nobelpreis für Physiologie oder Medizin 2013)
- 2002 Roger Tsien (Nobelpreis für Chemie 2008)
- 2004 Andrew Z. Fire (Nobelpreis für Physiologie oder Medizin 2006)
- 2006 Alec John Jeffreys
- 2008 Jack Szostak (Nobelpreis für Physiologie oder Medizin 2009)
- 2010 Franz-Ulrich Hartl
- 2012 Titia de Lange
- 2014 Christopher M. Dobson
- 2016 Jennifer Doudna (Nobelpreis für Chemie 2020)
- 2018 Xiaowei Zhuang
- 2020 Bruce Stillman
- 2022 Carolyn Bertozzi (Nobelpreis für Chemie 2022)
- 2024 Ruedi Aebersold, Matthias Mann